# Malik Harris
Malik Harris (Landsberg am Lech, 27 de agosto de 1997) es un cantante, rapero y compositor alemano-estadounidense. En su estilo musical mezcla pop y rap, aunque también incluye el folk, el rock o la música electrónica. Representó a Alemania en el Festival de la Canción de Eurovisión 2022 con su canción Rockstars.

## Biografía
Hijo del presentador de televisión y multiinstrumentista estadounidense Ricky Harris, creció en Issing, cerca de Vilgertshofen, cerca de Landsberg am Lech. Su abuelo paterno era cantante de ópera, mientras que su abuela materna era pianista y su padre tocaba numerosos instrumentos musicales. Harris comenzó su carrera musical con versiones de canciones, acompañándose con la guitarra, que toca desde los 13 años. Además de tocar la guitarra, Harris aprendió por sí mismo a tocar el teclado y a utilizar la caja de ritmos. Sus principales influencias son Ed Sheeran, Macklemore y Eminem. A menudo se le compara con Bruno Mars.
Por su parte, sus primeros sencillos Say the Name (2018) y Welcome to the Rumble (2019) se convirtieron en éxitos en las radios y en plataformas como Spotify. Después de que Malik Harris firmara con Universal Music Group, su EP Like That Again fue lanzado en el verano de 2019, seguido del sencillo Home. Luego, en mayo de 2019, comenzó su primera gira en solitario. También fue telonero de actos internacionales como James Blunt, Alex Clare, Jeremy Loops, Tom Odell y LP.
Por otro lado, Malik Harris fue el primer artista alemán en aparecer en una valla publicitaria de Times Square en la ciudad de Nueva York durante una semana por el lanzamiento de su canción When We've Arrived en octubre de 2020. Después de exitosos lanzamientos en 2020, como el tema Faith sobre el movimiento Black Lives Matter, el álbum debut de Harris, Anonymous Colonist, se lanzó en agosto de 2021.
Con su canción Rockstars, Harris ganó la gala <i>Germany 12 Points</i>, obteniendo el derecho de representar a Alemania en el Festival de la Canción de Eurovisión 2022.

## Discografía

### Álbumes
- 2021: Anonymous Colonist

### EP
- 2019: Like That Again

### Sencillos[9]
- 2018: Say the Name
- 2019: Welcome to the Rumble
- 2019: Like That Again
- 2019: Home
- 2020: Crawling
- 2020: Faith
- 2020: When We’ve Arrived
- 2021: Bangin’ on My Drum
- 2021: Dance
- 2021: Time for Wonder
- 2022: Rockstars
- 2022: You and I
- 2023: Dreamer

### Colaboraciones
- 2018: Dust (COSBY feat. Malik Harris)